# Helmar Meinel
Helmar Oswin Meinel (* 9. März 1928 in Wernitzgrün) ist ein deutscher Journalist und Satiriker.

## Biographie
Meinel schrieb schon als 14-jähriger Internatsschüler seinen ersten Zeitungsartikel. Nach dem Kriegseinsatz (Flakhelfer in Berlin, Arbeitsdienst an der Ostfront, Fahnenjunker in der Luftwaffe) überbrückte er die Zeit des Zusammenbruchs 1945 als Holzfäller und Schlagzeuger einer ländlichen Tanzkapelle. Nach dem Abitur war er ein Jahr lang Dorfschullehrer. 1948 begann er seine journalistische Laufbahn mit Stationen in Dresden, West-Berlin und Düsseldorf. Seit 1954 lebt er in Köln, wo er bis 1968 Reporter, Lokalchef und  kommunalpolitischer Kommentator der NRZ (Neue Rhein Zeitung) und danach fast zwei Jahrzehnte lang leitender Nachrichtenredakteur der Kölnischen Rundschau/Bonner Rundschau war. Im Ruhestand arbeitete er als freier Autor für das Zeitzeugen-Portal „Eines Tages“ des Nachrichtenmagazins Der Spiegel und Satiriker. In einer Interviewserie standen ihm u. a. der erste deutsche Bundeskanzler Konrad Adenauer (1964), die Film-Ikone Marlene Dietrich (1963) und der amerikanische Filmproduzent Walt Disney (1959) Rede und Antwort. Mit seinen fast 6.000 tagesaktuellen Artikeln und Glossen, die er zum Teil unter dem Pseudonym „Jabbek“ (mittelalterliche Spottfigur am Kölner Rathausturm) schrieb, bekennt er sich zur Tradition der klassischen deutschen Satire. Meinel ist Inhaber der  Kölschen „Kallendresser“-Medaille.

## Werke
- Es begann mit dem Drei-Liter-Adolf, Deutsche Begegnungen, Verlag BOD Norderstedt 2007 (ISBN 9783837004762)
- Schön ist es im Schlaraffenland, 99 deutsche Glossen, Verlag BOD Norderstedt, 2003 (ISBN 3-8334-0082-X)
- Adenauer in Heimersdorf in „Vom Hof zum Kölner Stadtteil“, Geschichtswerkstatt Chorweiler, Druckhaus Locher Köln, 1998
- In unserem Alter, Lebensgeschichten, Rowohlt Verlag, Reinbek, 1991 (ISBN 3-499-13093-9)
- Chronik zur Geschichte der Stadt Köln, Greven Verlag Köln, Mitautor und Redakteur, 1991 (ISBN 3-7743-0259-6)
- 100 Jahre Kaufhof Köln, Mitautor und Gestalter des Jubiläumsbandes, Asmuth-Druck Köln, 1991
- Zwischen Stadt und Land, Rhein-Mosel-Verlag, Mitautor mit Heinrich Böll, Hanns Dieter Hüsch und anderen, 1990 (ISBN 3-924182-23-X)
- Kölner Weihnachtsbuch, Rhein-Mosel-Verlag, Mitautor mit Günter Wallraff, Dorothea Sölle und anderen, 1989 (ISBN 3-924182-13-2)
- Im sanften Honigfluß, Anthologie Edition Fischer, Frankfurt, 1989 (ISBN 3-88323-941-0)
- Menschen, die bei uns wohnen, Sozialer Wohnungsbau in Köln, Autor und Redakteur, Asmuth-Druck Köln, 1986
- Deutschlandreise, Drehbuch zum Fernsehfilm (NDR 1970, Adolf-Grimme-Preis), Coach von TV-Autor Herbert Lichtenfeld („Die Schwarzwaldklinik“)
- Köln wie es schreibt und ißt, Hatzfeld-Verlag München, Mitautor, 1967
- Fragespiel mit Prominenten (Willy Millowitsch, Werner Höfer, Petra Schürmann u. a.), Interviewsammlung Druckhaus Deutz, 1961
- Mordsache H 28, Kapitalverbrechen im Rheinland, Broschüre Druckhaus Deutz, 1958